# Henri Magne
Henri Magne (* 9. Mai 1953 in Brive-la-Gaillarde, Frankreich; † 5. Juni 2006 in Ouarzazate, Marokko) war ein französischer Rallyefahrer.

## Leben
Henri Magne begann 1973 seine Motorsportkarriere in der Formel-3-Schule von Magny-Cours. 1982 nahm er an seiner ersten Rallye Dakar teil und wurde 21. in der Gesamtwertung, konnte jedoch die Diesel-Kategorie gewinnen. 1985 war er Beifahrer in einem Support-Truck des Mitsubishi-Werksteams und wurde Neunter der Truckwertung. Einen Karriereschub erhielt Henri Magne 1988 durch seinen zweiten Platz bei der Rallye Dakar an der Seite von Kenjirō Shinozuka. Im Jahr 1997 gewann Magne mit Shinozuka und Mitsubishi erstmals die Rallye Dakar. 2000 konnte er an der Seite von Jean-Louis Schlesser erneut gewinnen.
Henri Magne lebte in Andorra und zählte zu den erfolgreichsten Beifahrern im Rallye-Raid-Sport. Er sammelte in seiner langen Karriere 27 Einzelsiege sowie 72 Podiumsplätze bei insgesamt 87 Einsätzen. Alleine 25 Mal hat er die Rallye Dakar bestritten. Magne war Copilot und Navigator unter anderem für Hiroshi Masuoka, Pierre Lartigue, Bruno Saby, Jean-Pierre Fontenay, Kenjirō Shinozuka, Jean-Louis Schlesser, Josep Maria Servia, Carlos Sousa und Luc Alphand.
Auf der sechsten und letzten Etappe der Rallye Marokko verunglückte Henri Magne als Beifahrer von Nani Roma am 5. Juni 2006 tödlich. Er hinterließ Ehefrau Lucette sowie zwei adoptierte Kinder.

## Erfolge
- 1997 und 2000: Gewinner der Rallye Dakar (Copilot von Kenjirō Shinozuka bzw. Jean-Louis Schlesser)
- 2000, 2001, 2002 und 2003: Gewinner des FIA Marathonrallye Worldcup (als Copilot von Jean-Louis Schlesser bzw. Carlos Sousa)
- 2004: Gewinner des FIA European Baja Cup (als Copilot)